# Arboretum Main-Taunus

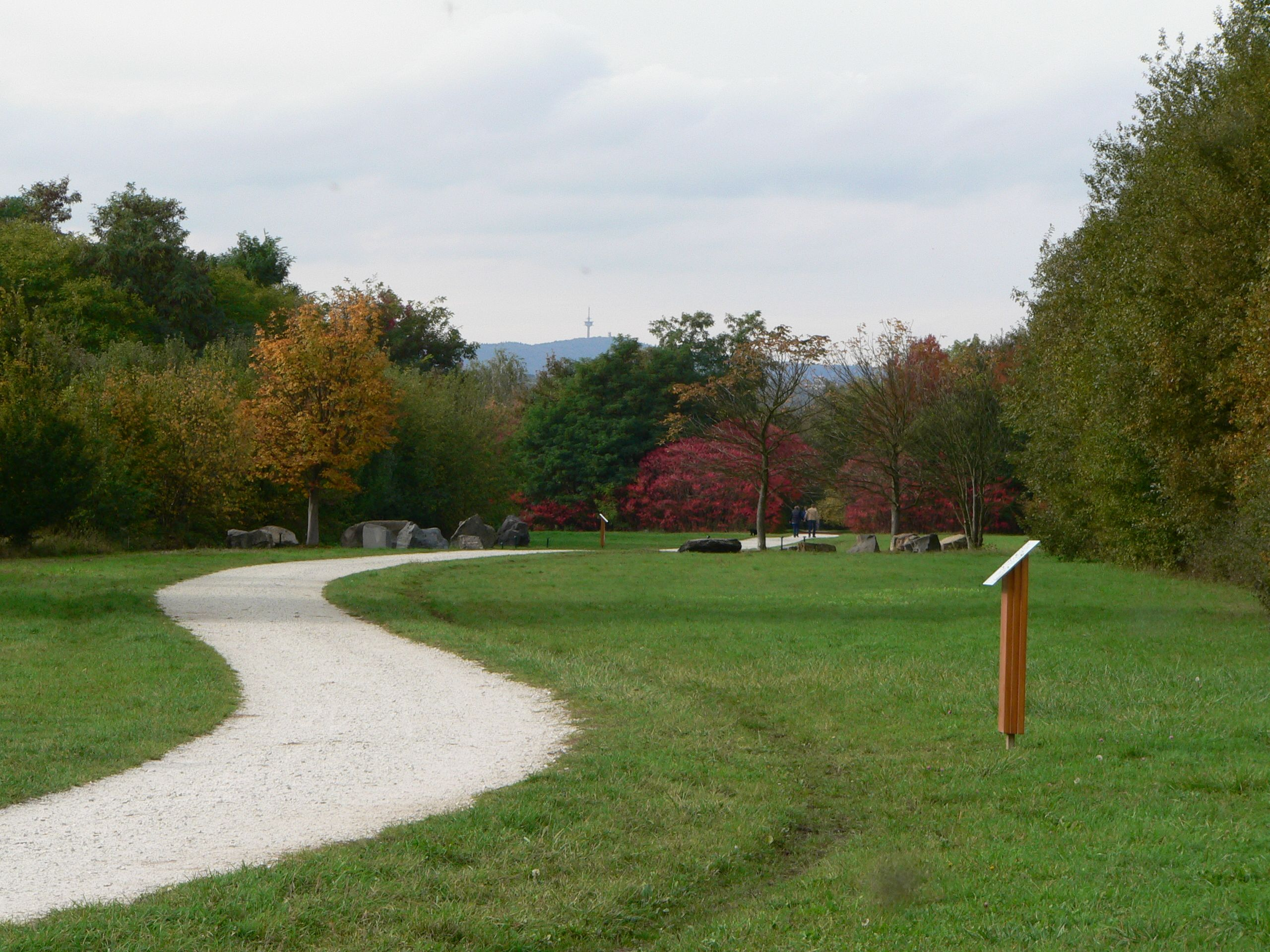
Herbst im Arboretum Main Taunus

Das Arboretum Main-Taunus ist ein rund 76 ha großer Park auf Flächen der Gemeinden Sulzbach (51 ha), Schwalbach am Taunus (23 ha) und Eschborn (2 ha).

## Geschichte
Zwischen 1937 und 1945 war das insgesamt 185 ha große Gelände Fliegerhorst der deutschen Luftwaffe. Nach dem Krieg diente es den US-Amerikanern bis zur Wiederinbetriebnahme des Frankfurter Flughafens als Flugplatz. Danach ging das Gelände in den Besitz der Bundesrepublik Deutschland über und wurde von der Deutschen Bundespost und dem Technischen Hilfswerk genutzt. 1981 erwarb das Land Hessen die frei zugänglichen 76 Hektar, um sie als Ersatzaufforstung für die Erweiterung des Flughafens Frankfurt zu bepflanzen.

## Anlage und Pflanzungen
Im Arboretum wachsen rund 600 verschiedene Baum- und Straucharten. Während Baumparks üblicherweise aus einer Ansammlung einzelner Bäume bestehen – mit Namensschild und Herkunftsbezeichnung –, ist das Land Hessen mit dem Arboretum einen anderen Weg gegangen.
Dargestellt werden verschiedene Waldgebiete der Erde, jeweils durch eine Gruppe von Bäumen und Sträuchern repräsentiert, so wie sie in der Natur vorkommen. Zwischen den einzelnen der 36 kleinen „Wälder“ gibt es Streuobst- und Blumenwiesen, einen Lehrpfad für Gesteine und einen für einheimische Bäume sowie ein Feuchtbiotop, das zu seinem Schutz völlig eingewachsen ist. Ein Sulzbacher Landwirt bewirtschaftet naturnah Ackerland und Wiesen des Arboretums und ein Bio-Imker hat Bienenkörbe aufgestellt. Die Vielfalt des Baumparks kommt auf der Waldfläche „Südeuropa“ gut zur Geltung. Auf einem knappen halben Hektar sind 63 verschiedene Baum- und Straucharten vorhanden. Im Park sind 17 verschiedene Eichenarten vertreten.
Im Arboretum gibt es nicht nur Exemplare des massereichsten Baumes der Welt (des nordamerikanischen Mammutbaumes), sondern auch der Baumart mit der höchsten Lebenserwartung (der Grannen-Kiefer). Sie sind allerdings noch jung. Der „Igel“ unter den Bäumen, die stachelige Chilenische Araukarie, ist mit drei Exemplaren im Arboretum vertreten. Sie sind die einzigen Bäume des Parks mit ursprünglicher Heimat auf der Südhalbkugel der Erde. Es wurden nur solche Waldgesellschaften zur Anpflanzung ausgewählt, die sich den klimatischen Bedingungen des Main-Taunus-Vorlands anpassen können, also zum Beispiel eine durchschnittliche Jahrestemperatur von 9 Grad Celsius und jährlichen Niederschläge von ungefähr 650 Millimetern vertragen und darüber hinaus frostresistent sind.

## Aufgaben
Das für das Arboretum zuständige Forstamt Königstein strebt drei gleichrangige Ziele an: Erstens soll der Park ein Anschauungsobjekt für Dendrologen sein, also den Wissenschaftlern der Baumkunde dienen. Im Interesse der Natur soll der Park zweitens ein Areal vernetzter Strukturen aus Wald, naturnaher Landwirtschaft (11 Hektar Ackerland, 15 Hektar Wiese) und Flächen für den Naturschutz bilden. Drittens: Die Erholung der Bevölkerung. Das Arboretum erfüllt inzwischen die Funktion eines gerne genutzten Naherholungsgebietes, da auch das Mitführen von Hunden sowie das Radfahren und Reiten auf markierten Wegen erlaubt ist.

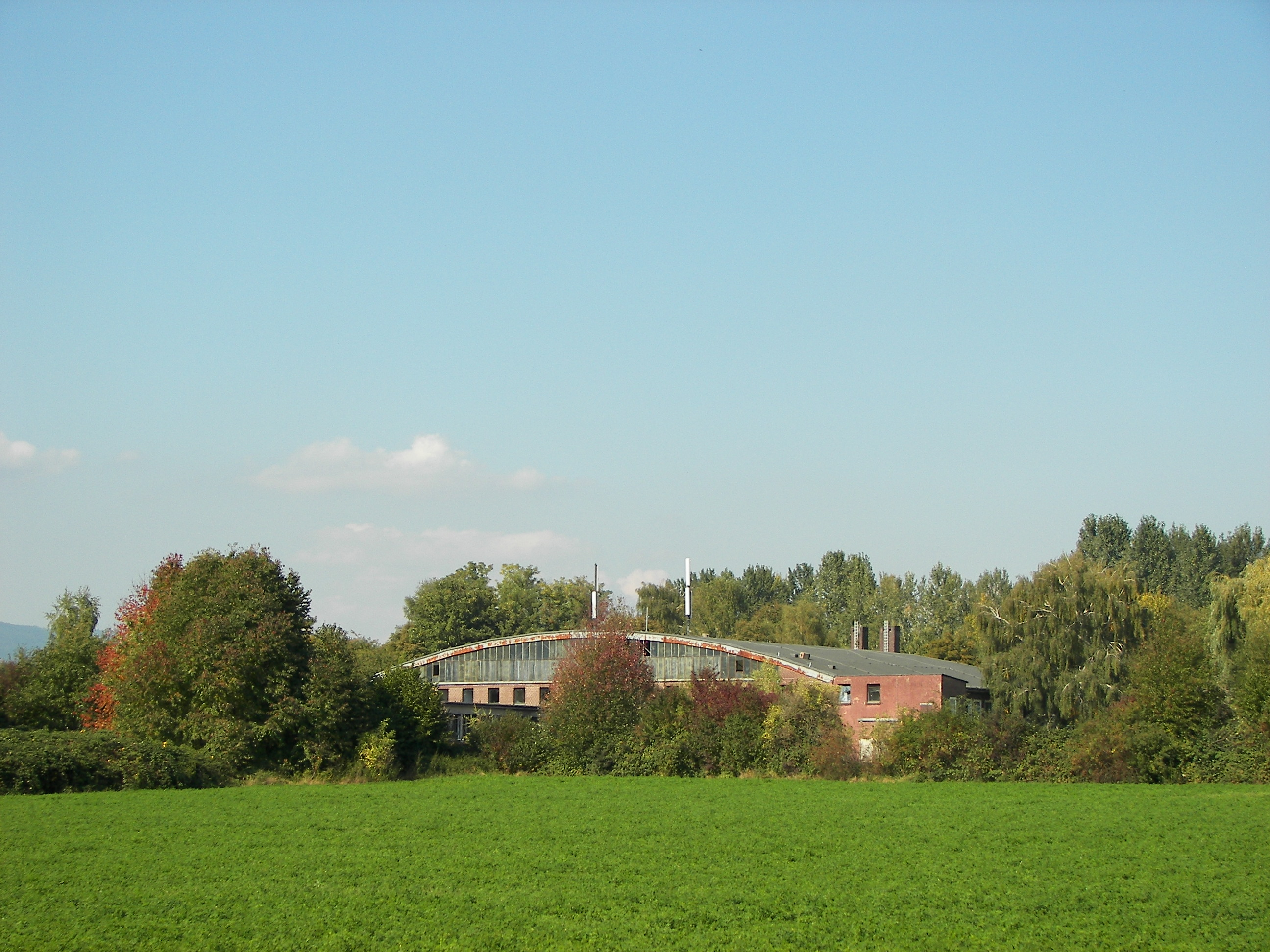
Ehemaliger Flugzeughangar
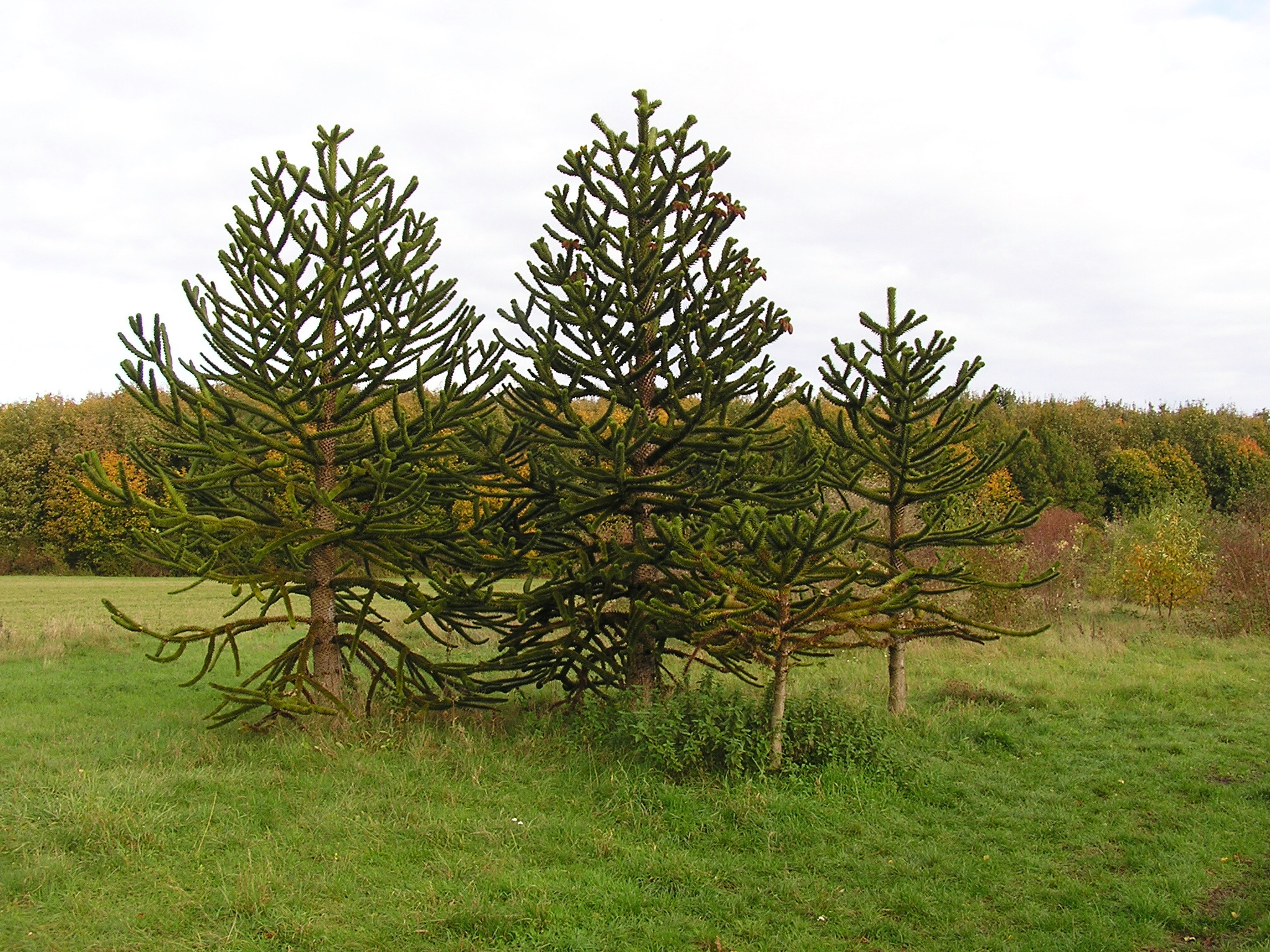
Araukarien
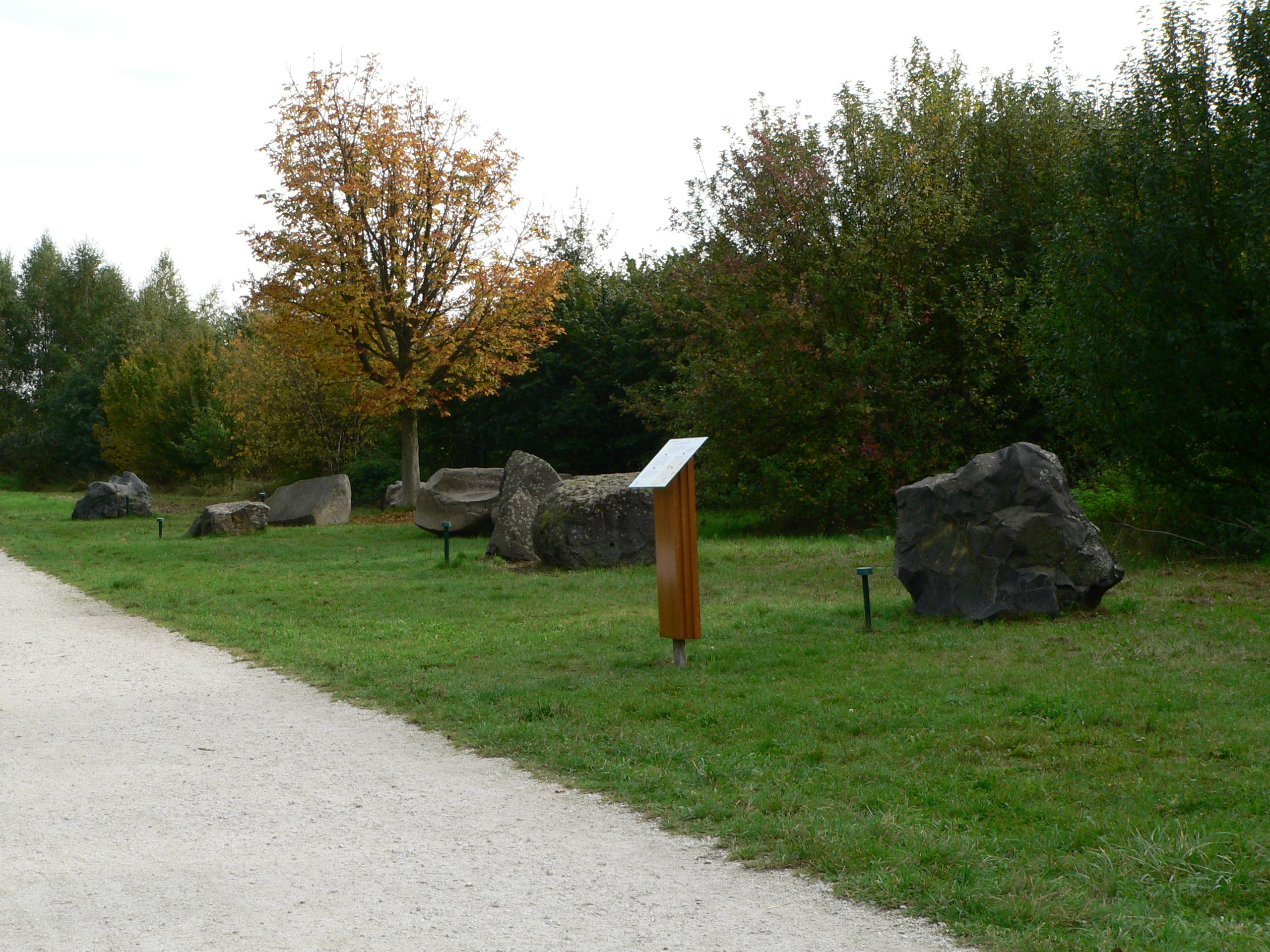
Ein Teil des Gesteinslehrpfades
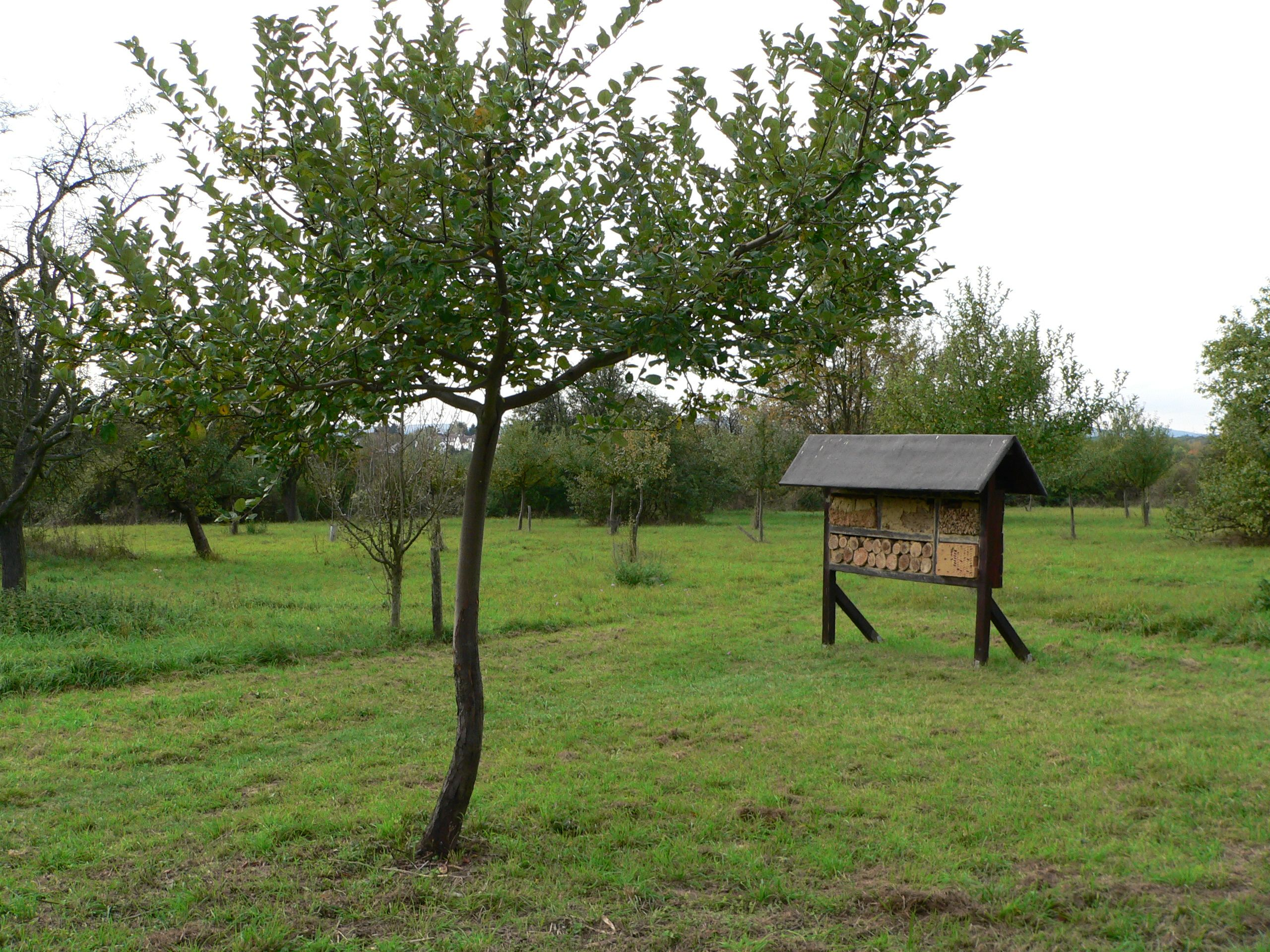
Streuobstwiese mit Nistwand für Insekten